# Universidad de Florida

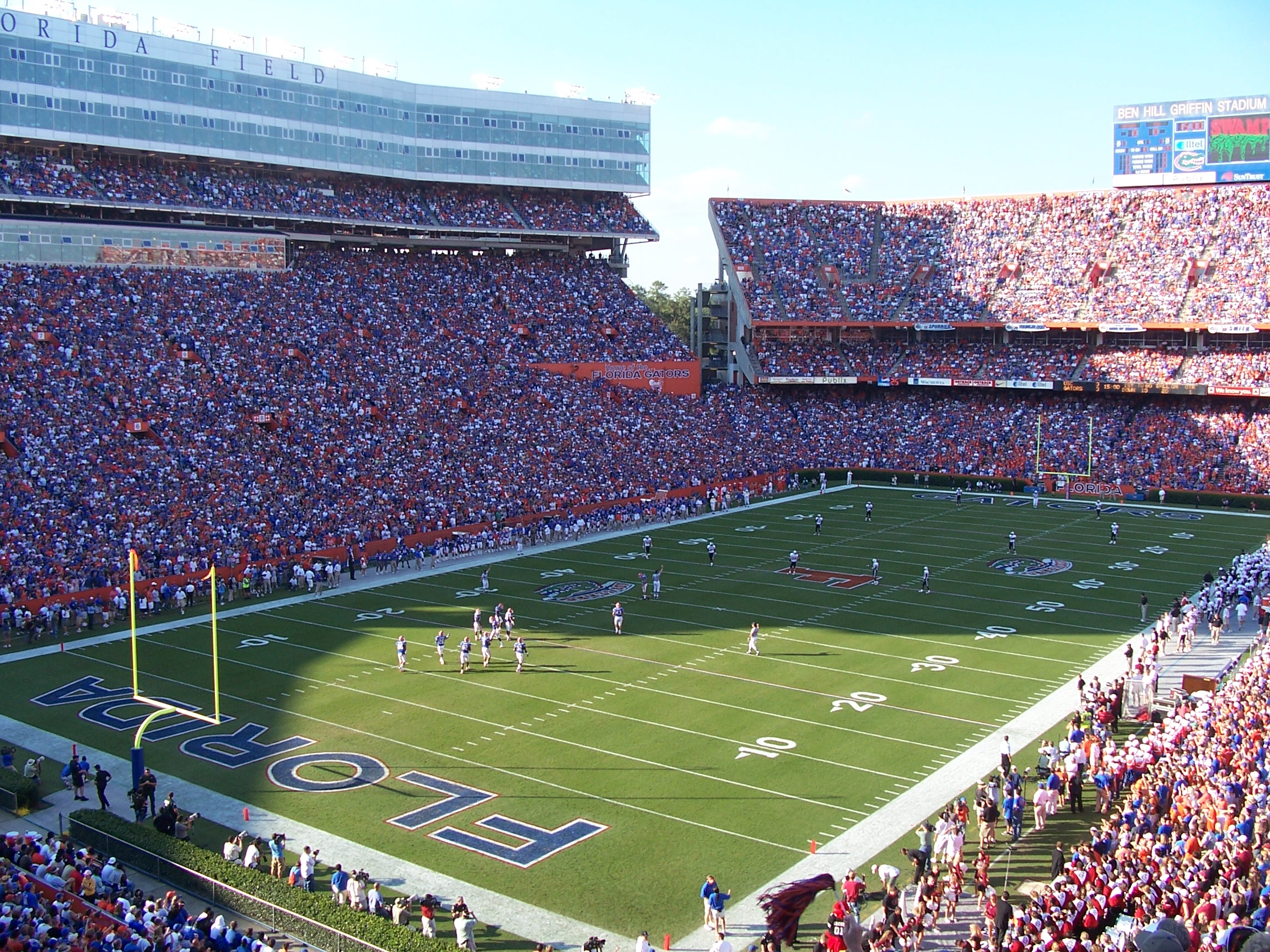
Estadio de Ben Hill Griffin.

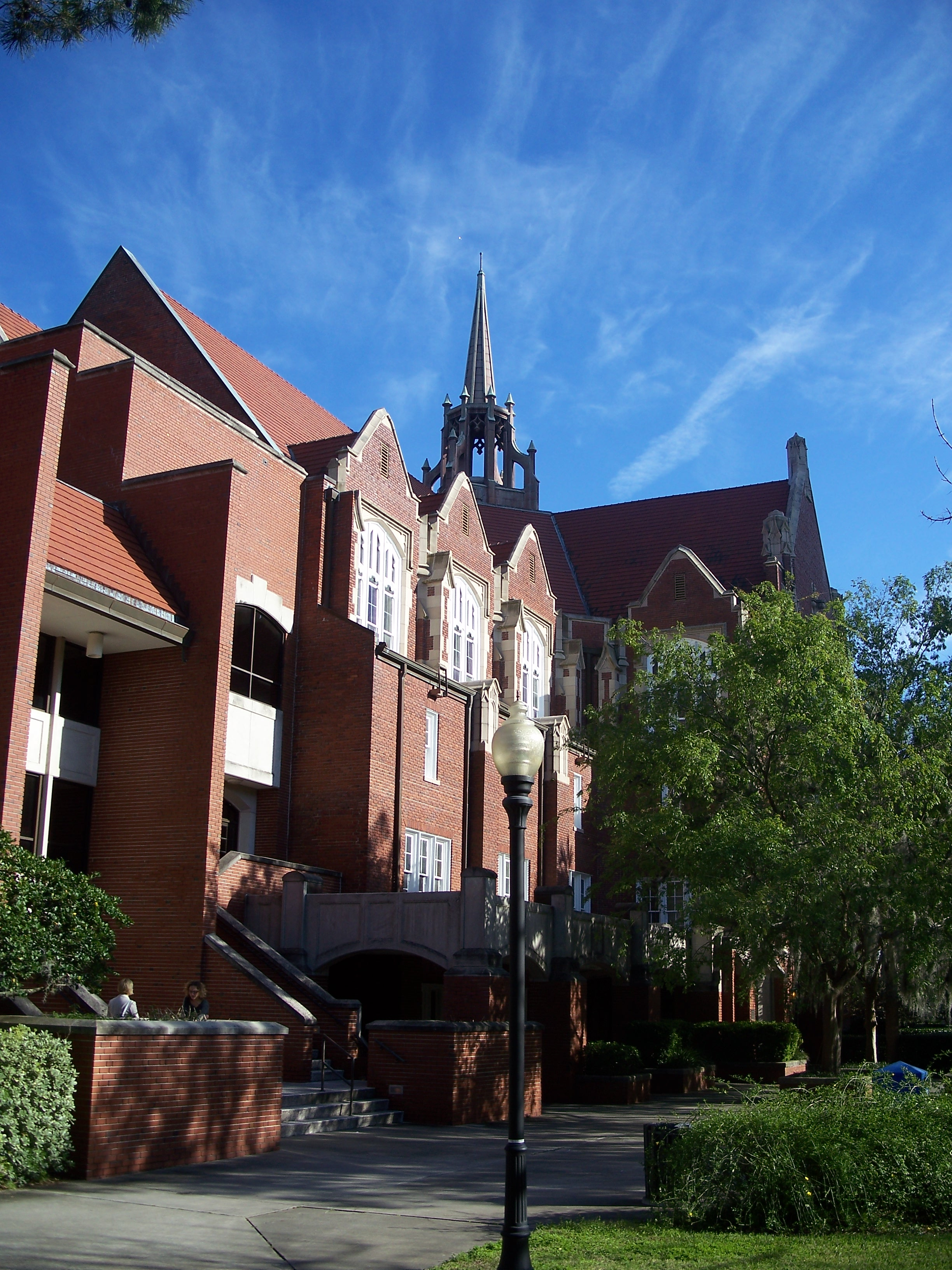
Auditorio.

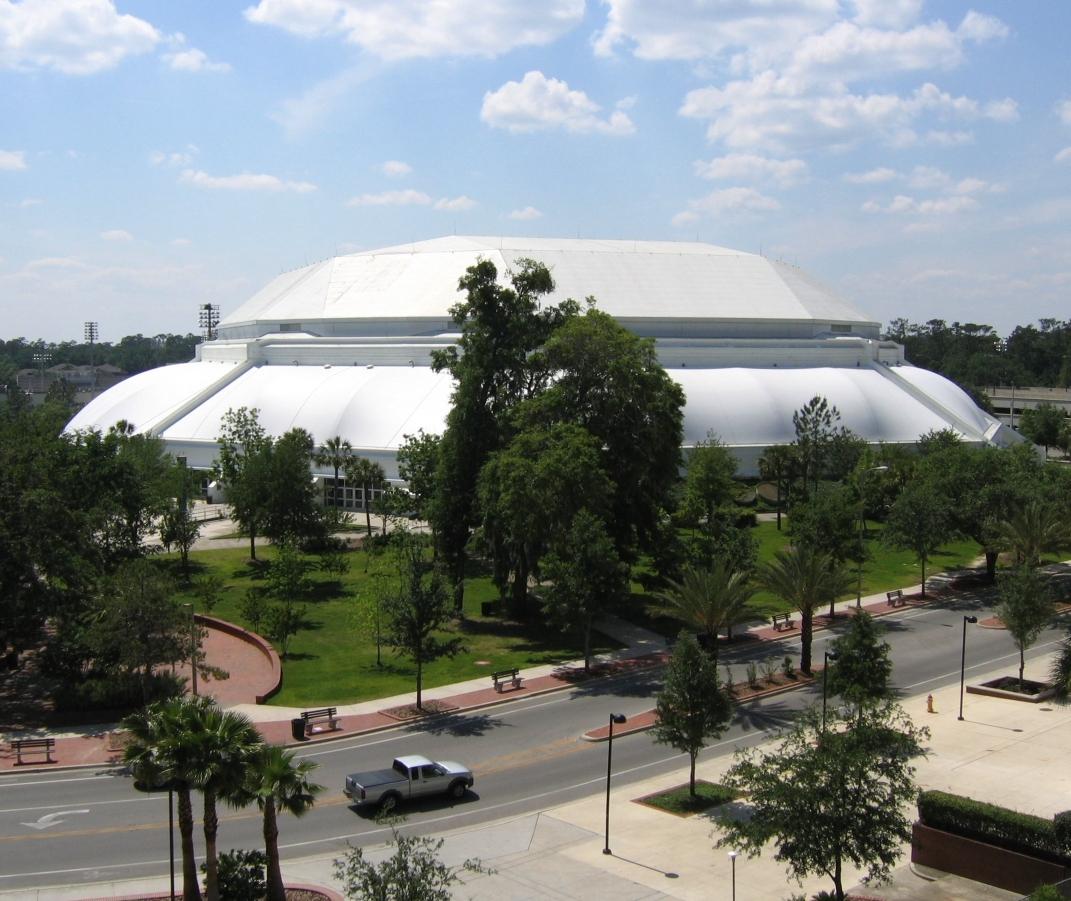
Centro O'Connell.

La Universidad de Florida (también escrito como Universidad de la Florida, University of Florida en idioma inglés) es una universidad pública del sistema universitario estatal de Florida ubicada en la ciudad de Gainesville, Florida, en Estados Unidos. Ocupa el tercer  lugar entre las universidades más grandes de los Estados Unidos (con más de 87.000 estudiantes)  el segundo lugar entre los presupuestos universitarios más grandes, con un presupuesto cercano a los USD$7,7 mil millones de dólares al año, y el quinto puesto en la lista de las "mejores universidades públicas americanas" de 2022 de U.S. News. La U.F. es una de las Public Ivy, la única en la región conocida como Sur Profundo. La universidad es conocida también a nivel mundial como el lugar donde se inventó la bebida Gatorade.

## Historia
Su año oficial de fundación es 1853 debido a que ese es el año en que se fundó el Seminario de Florida Oriental (East Florida Seminary) en Ocala, la institución más antigua de las cuatro que formaron la actual universidad. Las otras tres fueron la Universidad de Florida en Lake City (University of Florida at Lake City), la  Escuela Normal e Industrial de San Petersburgo (St. Petersburg Normal and Industrial School) y el Colegio Militar del Sur de Florida (South Florida Military College).   

### "Universidad del Estado de Florida"
En 1905, la Legislatura de Florida aprobó la Ley Buckman, que reorganizó las instituciones de educación superior financiadas con fondos públicos del estado. En virtud de la ley, las seis instituciones de Florida apoyadas por el estado se fusionaron para formar el Sistema Universitario Estatal de Florida bajo la recién creada Junta de Control de Florida. Se combinaron cuatro instituciones para crear una nueva "Universidad del Estado de Florida" para hombres blancos: la Universidad de Florida en Lake City (anteriormente Florida Agricultural College), el East Florida Seminary en Gainesville, la St. Petersburg Normal and Industrial School en St. Petersburg y el South Florida Military College en Bartow. 
La Ley Buckman también creó otras dos instituciones segregadas por raza y género: el Florida Female College (más tarde el Florida State College for Women y luego Florida State University) para mujeres blancas y la State Normal School for Colored Students (más tarde Florida A&M) para hombres y mujeres afroamericanos, ambas en Tallahassee. 
La Ley Buckman no especificó dónde estaría ubicada la nueva Universidad del Estado de Florida. La ciudad de Gainesville, liderada por su alcalde William Reuben Thomas, hizo campaña para ser la sede de la nueva universidad, siendo su principal competidor Lake City.  Después de un breve pero intenso período de cabildeo, la Junta de Control seleccionó Gainesville el 6 de julio de 1905 y se asignaron fondos para la construcción de un nuevo campus en el extremo occidental de la ciudad. Sin embargo, debido a que la construcción del campus llevaría varios meses, la nueva escuela se ubicó en el campus del ahora desaparecido Florida Agricultural College en Lake City durante el año académico 1905-1906. El expresidente de la FAC, Andrew Sledd, fue elegido para ser el primer presidente de la Universidad del Estado de Florida.   
El primer semestre de la Universidad del Estado de Florida en Gainesville comenzó el 26 de septiembre de 1906, con una matrícula de 102 estudiantes. En ese momento se habían completado dos edificios: Buckman Hall, llamado así en honor al autor principal de la ley que creó la universidad, y Thomas Hall, llamado así en honor al alcalde de Gainesville que había liderado el exitoso esfuerzo para traer la escuela a la ciudad.  Ambas estructuras fueron diseñadas por William A. Edwards, quien diseñó muchos de los edificios originales de la universidad en estilo gótico colegial en su papel de arquitecto principal de la Junta de Control de Florida. 

### Crecimiento, mascotas y creación de colegios

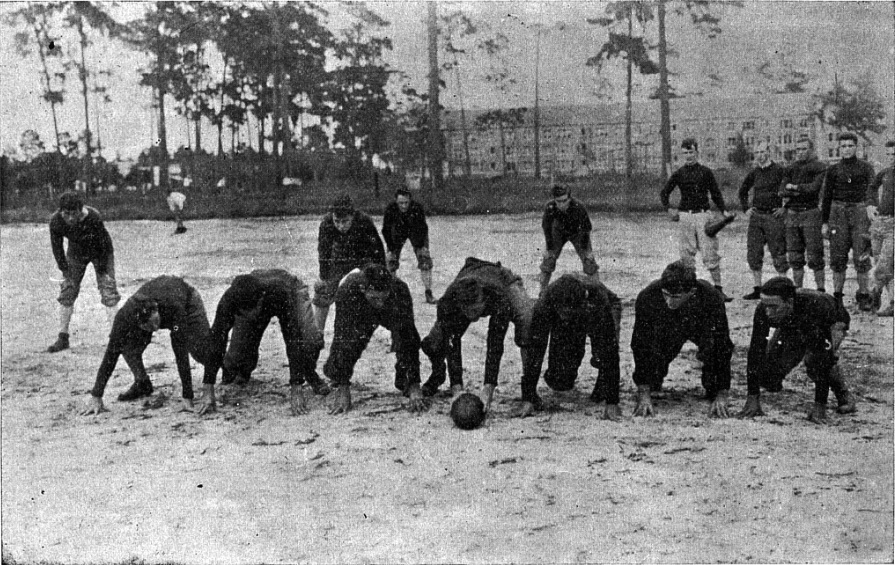
Una de las primeras prácticas de fútbol de los Florida Gators en 1912.

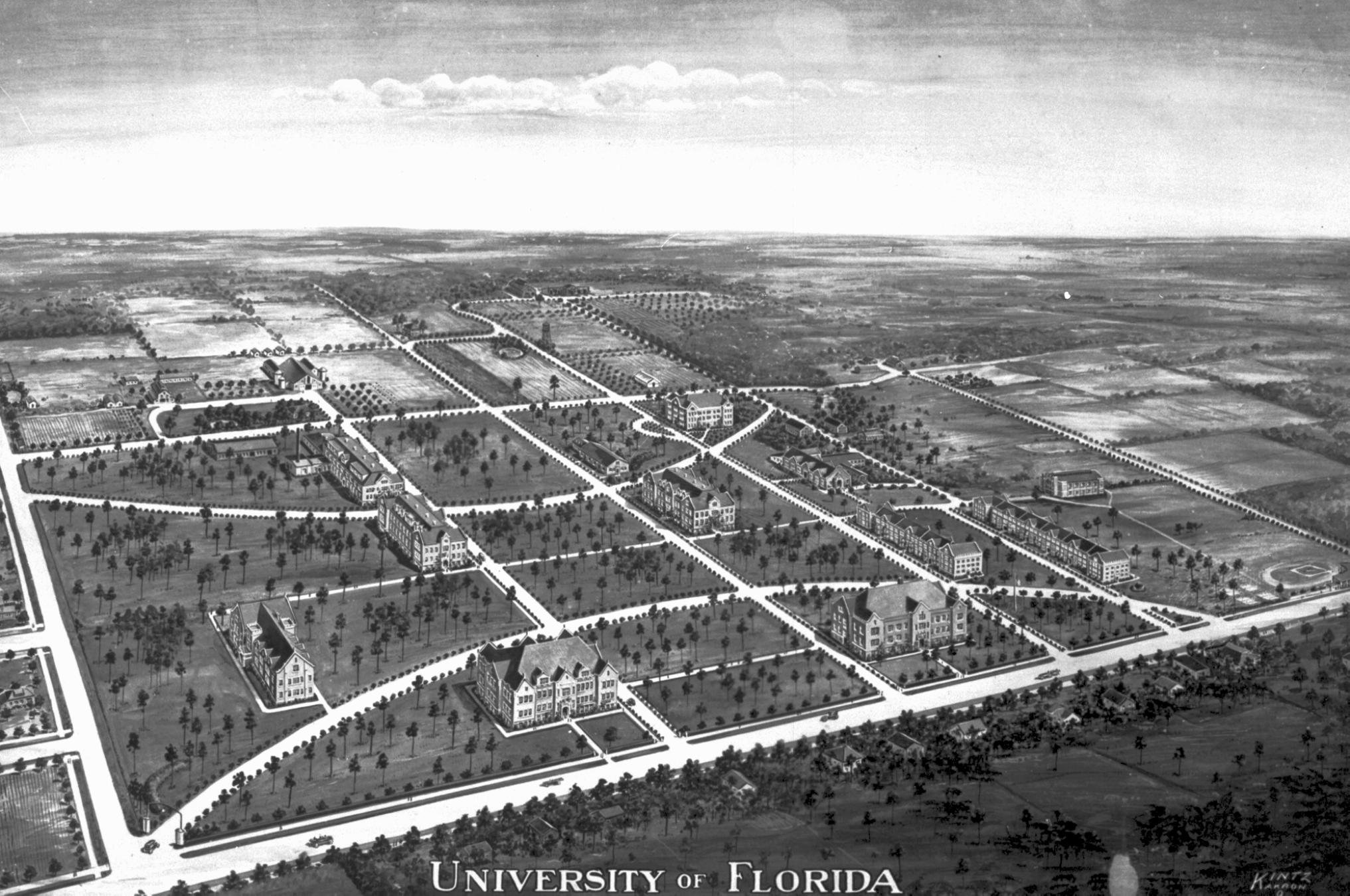
El campus de la Universidad de Florida en 1906, mirando hacia el suroeste.

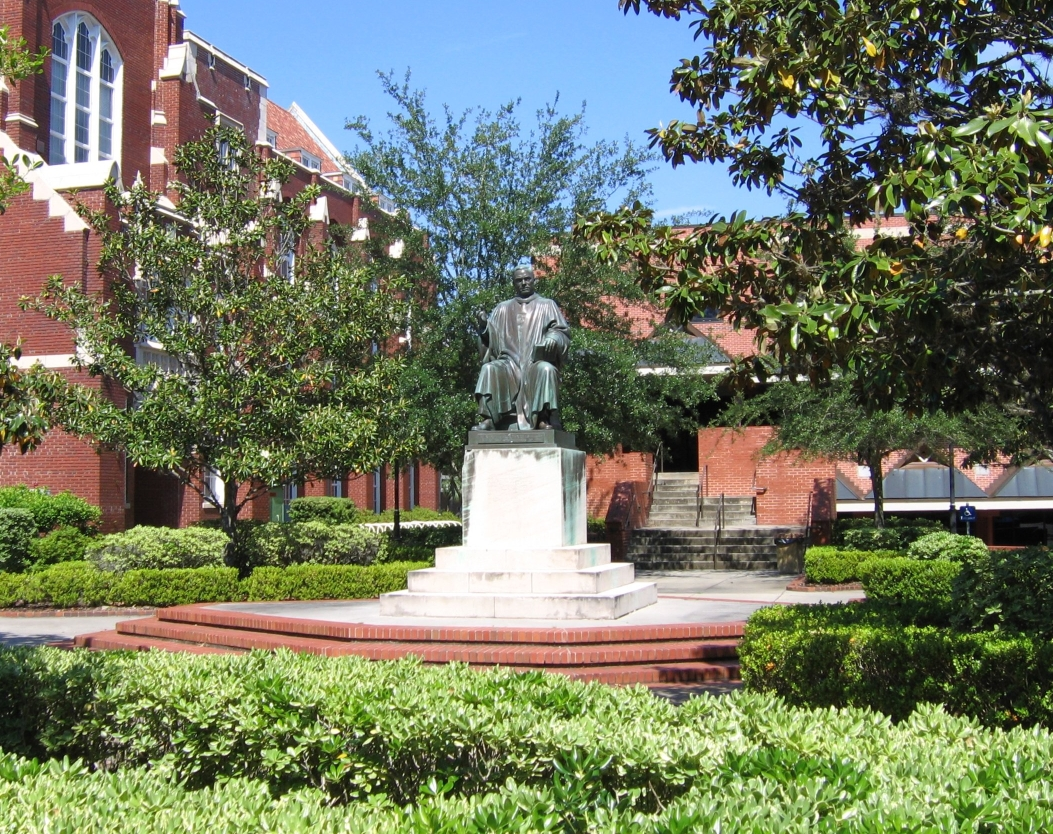
Estatua de Albert Murphree, el segundo presidente de la universidad.

Durante su mandato, el primer presidente de la universidad, Andrew Sledd, a menudo chocó con miembros clave del Consejo de Control por su insistencia en requisitos de admisión rigurosos, lo que, según sus detractores, estaba obstaculizando irrazonablemente la matriculación escolar. Sledd dimitió por estos problemas en 1909.
El presidente del Florida State College for Women, Albert Murphree, fue nombrado segundo presidente de la Universidad de Florida antes del año académico 1909-1910, que también fue cuando el nombre de la escuela se simplificó de "Universidad del Estado de Florida" a "Universidad de Florida". Murphree supervisó una reorganización de la universidad que incluyó el establecimiento de varias facultades, comenzando con las de derecho, ingeniería y artes y ciencias liberales en 1910. Murphree también jugó un papel decisivo en la fundación de la sociedad de liderazgo de Florida Blue Key y en aumentar la matrícula total de menos de 200 a más de 2000. Es el único presidente de la Universidad de Florida honrado con una estatua en el campus.
El caimán se convirtió en la mascota informal de la escuela cuando un vendedor local diseñó y vendió banderines escolares impresos con el animal, que es muy común en los lagos de Gainesville y sus alrededores y en todo el estado. El apodo de caimán era muy popular y los equipos deportivos de la universidad adoptaron oficialmente el nombre en 1911. Los colores escolares, naranja y azul, también se establecieron oficialmente en 1911, aunque las razones de su elección no están claras. La razón más probable fue que se trata de una combinación de los colores de las dos instituciones más grandes predecesoras de la universidad, ya que el East Florida Seminary usaba naranja y negro, mientras que el Florida Agricultural College usaba azul y blanco.  Los colores de las escuelas más antiguas pueden haber sido un homenaje a los primeros colonos presbiterianos escoceses y escoceses del Ulster del centro norte de Florida, cuyos antepasados eran originariamente de Irlanda del Norte y las Tierras Bajas de Escocia. 
En 1924, la Legislatura de Florida ordenó que a las mujeres de "edad madura" (al menos veintiún años) que hubieran completado sesenta horas semestrales en una "institución educativa de buena reputación" se les permitiera inscribirse durante semestres regulares en la Universidad de Florida en programas que no estaban disponibles en el Florida State College for Women. Antes de esto, sólo el semestre de verano era mixto, para dar cabida a las profesoras que querían continuar su formación durante las vacaciones de verano.  Lassie Goodbread-Black, de Lake City, se convirtió en la primera mujer en inscribirse en la Facultad de Agricultura de la Universidad de Florida en 1925. 
Murphree murió en 1928 y John J. Tigert fue nombrado tercer presidente de la Universidad de Florida. Disgustado por los pagos bajo la mesa que hacían las universidades a los atletas, Tigert estableció el programa de becas deportivas a principios de la década de 1930, que fue el génesis del plan de becas deportivas moderno utilizado por la Asociación Nacional de Atletismo Universitario.  El inventor y educador Blake R. Van Leer fue contratado como decano para lanzar nuevos departamentos de ingeniería y becas. Van Leer también gestionó todas las solicitudes de financiación federal y presidió el Comité de Planificación Avanzada a petición de Tigert. Estos esfuerzos incluyeron consultoría para la Administración de Ayuda de Emergencia de Florida durante la década de 1930. 

### Después de la Segunda Guerra Mundial

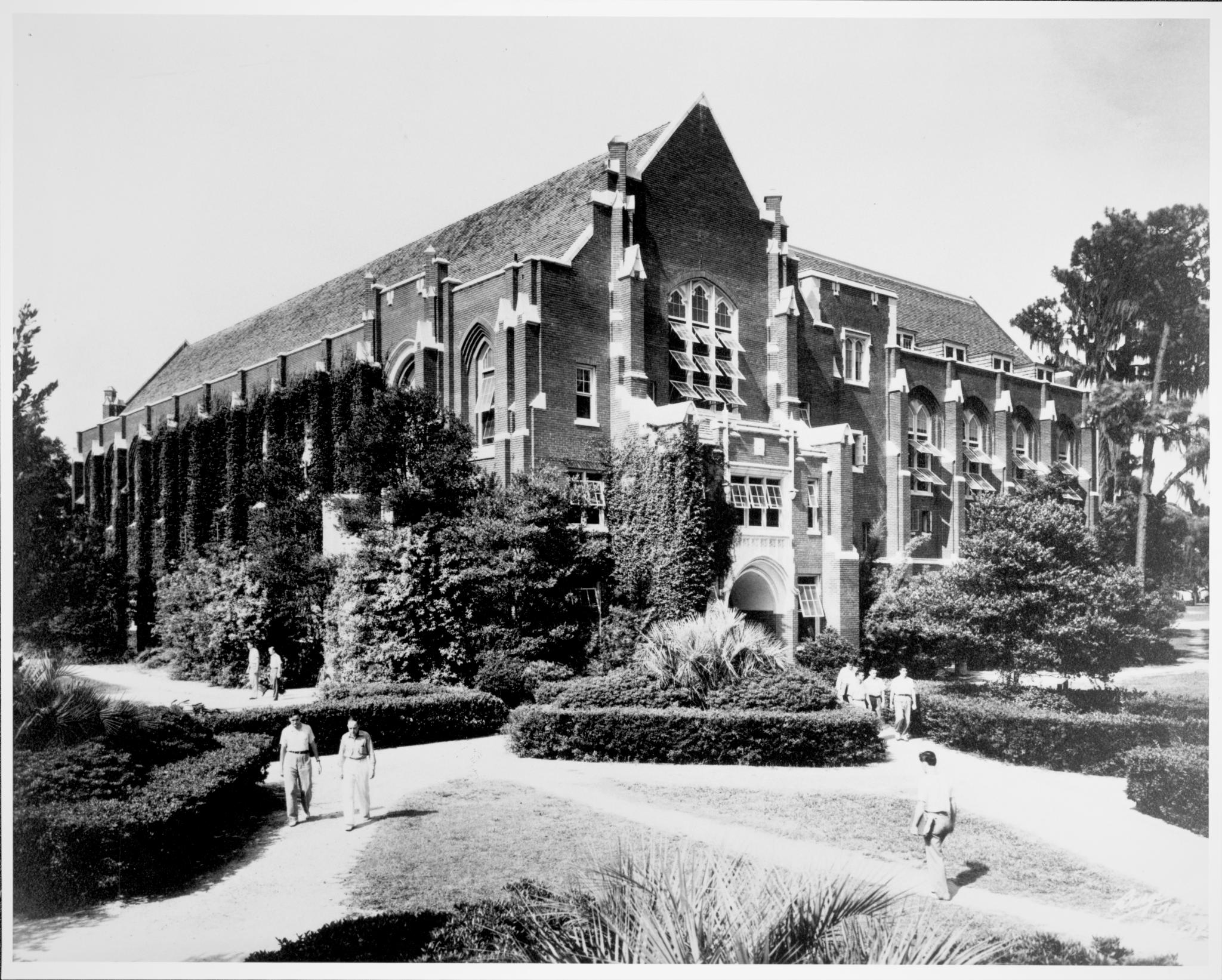
Biblioteca Smathers, campus de la Universidad de Florida, alrededor de 1945.

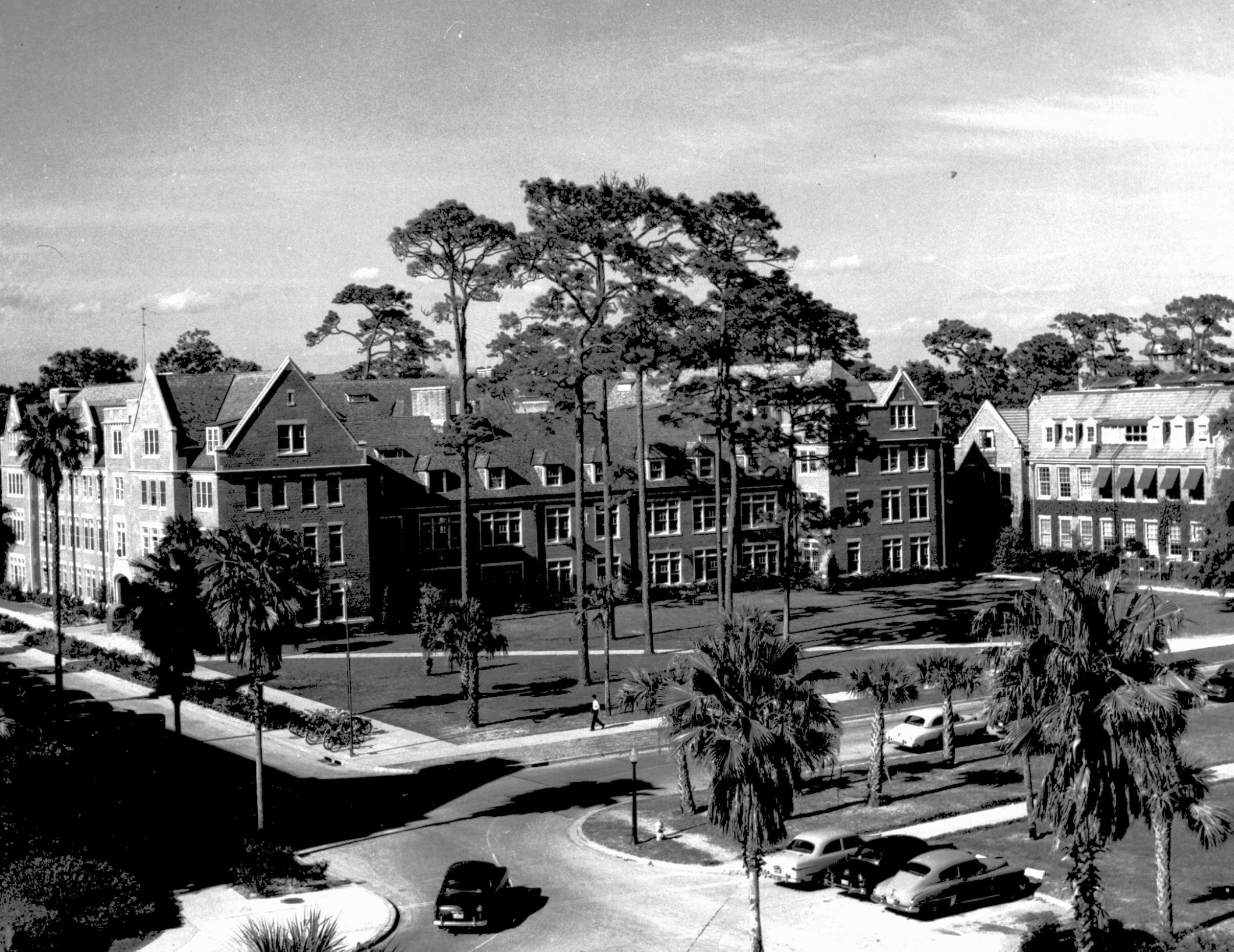
Floyd Hall y Leigh Hall, campus de la Universidad de Florida en 1957.

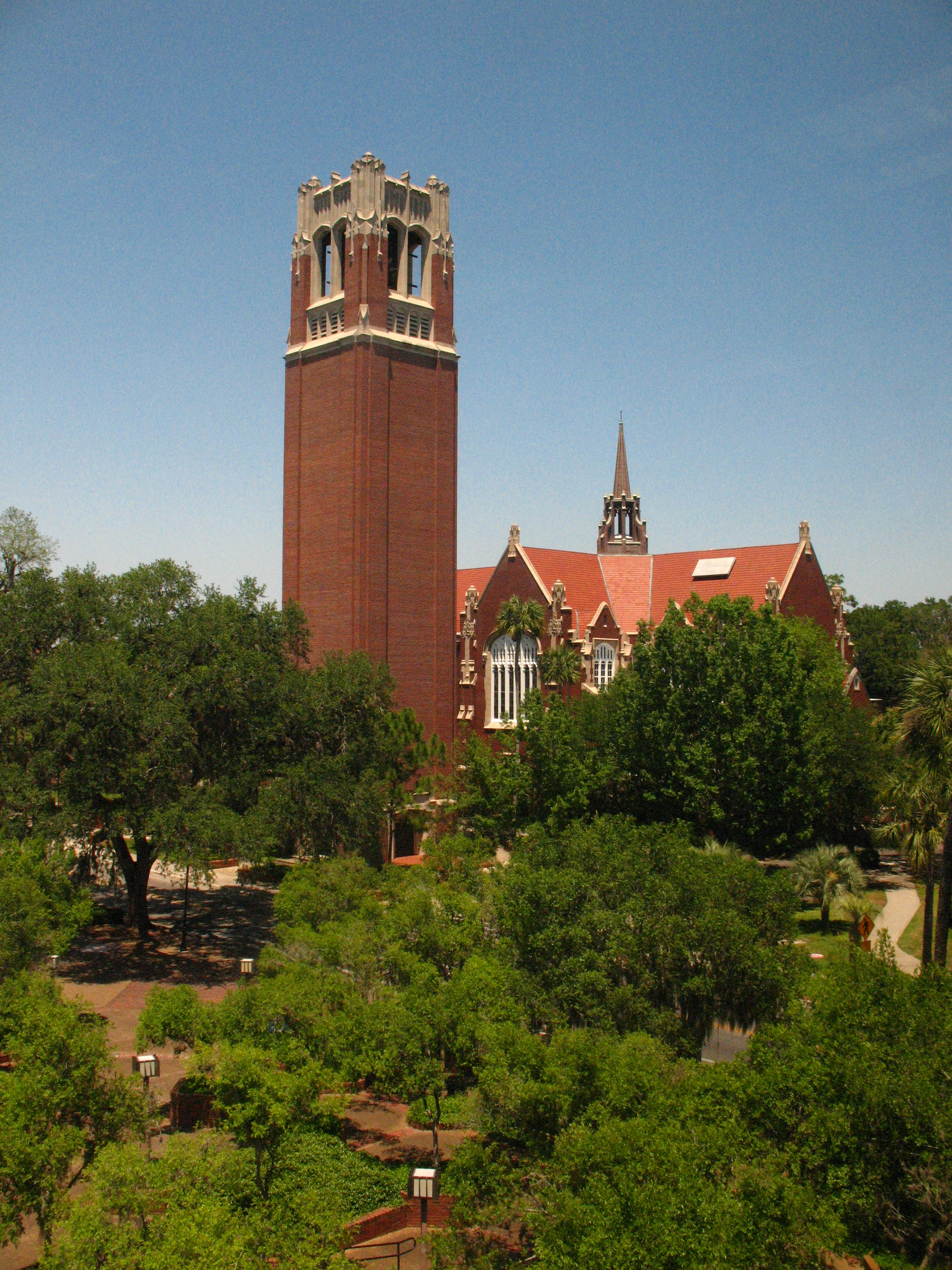
Torre Century, iniciada en 1953, conmemora el centenario de los orígenes de la Universidad de Florida y rinde homenaje a los estudiantes y exalumnos que murieron en las guerras mundiales.

A partir de 1946, hubo un aumento espectacular del interés entre los solicitantes varones que querían asistir a la Universidad de Florida, en su mayoría veteranos de la Segunda Guerra Mundial que regresaban y que podían asistir a la universidad bajo la G.I. Bill of Rights (Ley de Reajuste de los Militares). Incapaz de satisfacer de inmediato esta creciente demanda, la Junta de Control de Florida abrió la Sucursal de Tallahassee de la Universidad de Florida en el campus del Florida State College for Women en Tallahassee.  Al final del año escolar 1946-47, 954 hombres estaban inscritos en la sucursal de Tallahassee. El semestre siguiente, la Legislatura de Florida devolvió al Florida State College for Women su estatus mixto y lo rebautizó como Florida State University. Estos eventos también abrieron todas las facultades que componen la Universidad de Florida a las estudiantes femeninas. Maryly Van Leer, miembro del Salón de la Fama de Mujeres de Florida, se convirtió en la primera mujer en recibir de la Universidad de Florida una maestría en ingeniería.  A partir de 1958 se permitió la inscripción de estudiantes afroamericanos El Hospital Shands abrió sus puertas en 1958 junto con la Facultad de Medicina de la Universidad de Florida para unirse a la ya establecida Facultad de Farmacia. La rápida expansión del campus comenzó en la década de 1950 y continúa en la actualidad. 
La Universidad de Florida es una de las tres universidades públicas de Florida, junto con la Universidad Estatal de Florida y la Universidad del Sur de Florida, designadas como "universidades preeminentes" por el proyecto de ley 1076 del Senado de Florida, promulgado por la legislatura de Florida y convertido en ley por el gobernador en 2013.  Como resultado, las universidades más destacadas reciben financiación adicional para mejorar el nivel académico y la reputación nacional de la educación superior en el estado de Florida. 

### Integración
Desde su creación hasta 1958, sólo se permitió la asistencia a estudiantes blancos.  En 1958, George H. Starke se convirtió en el primer estudiante negro. 

### Relevancia nacional e internacional
En 1985, la Universidad de Florida fue invitada a unirse a la Asociación de Universidades Americanas.
Durante el mandato del presidente Bernie Machen y con el respaldo de la Junta Directiva de la Universidad de Florida, en 2009 se anunció un cambio de política significativo para la universidad. Este cambio implicó reducir el número de estudiantes universitarios y reasignar recursos financieros y académicos hacia iniciativas de investigación y educación de posgrado.  En 2017, la Universidad de Florida logró un hito notable al convertirse en la primera universidad del estado de Florida en ubicarse entre las diez mejores universidades públicas según US News.  En el año fiscal 2024, la Universidad de Florida recibió más de $1.26 mil millones en gastos anuales de investigación patrocinada.  En 2017, el presidente de la Universidad Kent Fuchs, dio a conocer un plan para reclutar a 500 nuevos profesores para elevar la clasificación de la universidad entre las cinco mejores universidades públicas. La mayoría de estas nuevas contrataciones se concentran en campos STEM. En 2018, se contrataron 230 profesores y se espera que los 270 puestos docentes restantes se cubran para el otoño de 2019. 

### Controversia sobre la libertad académica
En octubre de 2021, tres profesores presentaron una demanda federal contra la Universidad de Florida, alegando que se les prohibió testificar en una demanda por el derecho al voto contra la secretaria de estado de Florida, Laurel Lee, y el gobernador Ron DeSantis.  La universidad afirmó que testificar contra el estado sería "adverso a los intereses de la universidad como institución del estado de Florida",  lo que encendió una controversia sobre la supuesta influencia política inapropiada en la universidad, la interferencia en la libertad académica y la violación de los derechos de los profesores bajo la Primera Enmienda. A principios de año, el presidente del Consejo de Administración de la Universidad de Florida, Morteza Hosseini, supuestamente presionó a la universidad para que contratara a Joseph Ladapo, un médico controvertido conocido por su apoyo a las políticas de DeSantis sobre el COVID-19 y su promoción de información errónea sobre el COVID.  Hosseini es un importante donante del Partido Republicano y asesor de DeSantis. 
Los informes motivaron investigaciones por parte del Subcomité de Derechos Civiles y Libertades Civiles de la Cámara de Representantes de Estados Unidos, el Senado de la Facultad de la Universidad de Florida y el organismo de acreditación de la Universidad de Florida, la Asociación Sureña de Colegios y Escuelas (SACSCOC).  Informes posteriores de noviembre de 2021 revelaron que la universidad había prohibido a al menos cinco profesores más ofrecer su experiencia en casos legales, incluido un profesor de medicina pediátrica a quien no se le permitió ofrecer testimonio experto en un caso relacionado con el uso de mascarillas en niños durante la pandemia de COVID, una medida apoyada por expertos médicos pero a la que se opuso el gobernador DeSantis. 
En respuesta a las acusaciones, la administración de la Universidad de Florida designó un grupo de trabajo para "revisar la política de conflicto de intereses de la universidad y examinarla para comprobar su coherencia y fidelidad" y revirtió su decisión de prohibir a los profesores testificar, declarando que se les permitía testificar pro bono en su tiempo libre.  Las recomendaciones del grupo de trabajo fueron aceptadas por el presidente de la Universidad de Florida, Kent Fuchs, a fines de noviembre de 2021.  Sin embargo, un informe de diciembre de 2021 del Senado de la Facultad de la Universidad de Florida profundizó la controversia, citando la presión externa y un temor generalizado a represalias si el personal docente promovía puntos de vista impopulares y alegando que se editaban los títulos de los cursos sobre temas raciales, se aconsejaba al personal docente no criticar al gobernador DeSantis o sus políticas, y los investigadores médicos se vieron obligados a destruir datos relacionados con la pandemia de COVID. 

## Académico
La clasificación anual de 2022 de la US News & World Report clasifica a la Universidad de Florida como la "más selectiva".  Para la clase de 2027 (inscritos en el otoño de 2023), la tasa de aceptación de Florida fue del 24,0%. De los aceptados, se inscribieron 6.612, una tasa de rendimiento (el porcentaje de estudiantes aceptados que deciden asistir a la universidad) del 43,1%. Sin embargo, estas cifras varían drásticamente cuando se dividen por solicitantes locales y extranjeros, con una tasa de aceptación del 52,6% para los solicitantes locales y una tasa de aceptación del 14,3% para los solicitantes extranjeros.
La tasa de retención de estudiantes de primer año en Florida es del 97%, y el 89% se gradúa en un plazo de seis años. 
La clase de primer año entrante del otoño de 2023 tuvo un puntaje promedio de 1390 en el SAT y un puntaje de 31 en el ACT. El 3% de estos estudiantes eran extranjeros, mientras que el 49% eran estadounidenses blancos, el 22% eran hispanoamericanos, el 14% eran asiáticoamericanos y el 6% eran afroamericanos.
La Universidad de Florida es patrocinadora universitaria del Programa Nacional de Becas al Mérito y patrocinó 288 premios de Becas al Mérito en 2020. En el año académico 2020-2021, 342 estudiantes de primer año fueron becarios de mérito nacional.  La universidad no tiene en cuenta las necesidades de los solicitantes nacionales. 
En 2007, la Universidad de Florida se unió a la Universidad de Virginia, la Universidad de Harvard, la Universidad de Carolina del Norte en Chapel Hill y la Universidad de Princeton para anunciar la interrupción de las admisiones por decisión temprana para fomentar la diversidad económica en sus cuerpos estudiantiles.  Estas universidades afirman que las admisiones por decisión temprana obligan a los estudiantes a aceptar una oferta de admisión antes de evaluar las ofertas de ayuda financiera de varias universidades. La fecha límite única para presentar solicitudes a la universidad es el 1 de noviembre 

### Matrícula y becas
Para el año académico 2018-19, la matrícula y las tarifas fueron de $6,381 para estudiantes universitarios de pregrado locales y de $28,658 para estudiantes universitarios de pregrado fuera del estado. La matrícula para los cursos en línea es más baja y para los cursos de posgrado es más alta. 
El Programa de Becas Lombardi, creado en 2002 y llamado así en honor al noveno presidente de la universidad, John V. Lombardi, es una beca de mérito para estudiantes de Florida. La beca ofrece $2,700 por semestre durante ocho a diez semestres. 
El Programa de Becas J. Wayne Reitz, creado en 1997 y llamado así en honor al quinto presidente de la universidad, J. Wayne Reitz, es una beca basada en liderazgo y mérito para estudiantes de Florida. Su estipendio anual de 2.500 dólares puede renovarse por hasta tres años. 
El Programa de Becas de Oportunidad de Machen Florida se creó en 2005. Este es un paquete completo de ayuda financiera en forma de subvenciones y becas diseñado para ayudar a los nuevos estudiantes de la Universidad de Florida de bajos ingresos que son los primeros en asistir a la universidad en sus familias. Cada año, se otorgan 300 becas a estudiantes de primer año con un ingreso familiar promedio de $18,408. 
El Premio Alec Courtelis se entrega anualmente en la Ceremonia de Premios Académicos para Estudiantes Internacionales. El premio se otorga a estudiantes internacionales en reconocimiento a su excelencia académica y su destacada contribución a la universidad y la comunidad. Louise Courtelis estableció el Premio Alec Courtelis en honor a su esposo, un exitoso hombre de negocios y expresidente de la Junta de Regentes de Florida en 1996. 

### Inscripción
| Matrícula en la Universidad de Florida (2017-2021) | Matrícula en la Universidad de Florida (2017-2021) | Matrícula en la Universidad de Florida (2017-2021) | Matrícula en la Universidad de Florida (2017-2021) |
| Año académico                                      | Estudiantes de pregrado                            | Graduado                                           | Matrícula total                                    |
| -------------------------------------------------- | -------------------------------------------------- | -------------------------------------------------- | -------------------------------------------------- |
| 2017–2018                                          | 35,247                                             | 17.422                                             | 52.669                                             |
| 2018–2019                                          | 35,491                                             | 16.727                                             | 52.218                                             |
| 2019–2020                                          | 35.405                                             | 17.002                                             | 52.407                                             |
| 2020–2021                                          | 34.931                                             | 18.441                                             | 53.372                                             |
| 2022–2023                                          | 34.552                                             | 20.659                                             | 55,211                                             |
| 2023–2024                                          | 34.924                                             | 19.890                                             | 54.814                                             |

Según la Agencia Telegráfica Judía, la Universidad de Florida tiene "el cuerpo estudiantil judío más grande de los EE. UU."  Se estima que el 18% de los estudiantes de pregrado y posgrado de la Universidad de Florida se identifican como judíos, en comparación con alrededor del 2% de la población de los Estados Unidos. 
Un informe de movilidad social de 2014 realizado por The New York Times encontró que el 48% de los estudiantes universitarios de la Universidad de Florida provenían de familias con ingresos superiores al percentil 80 (>$110,000), mientras que el 6% provenía de familias en el percentil 20 inferior (<$20,000).  El mismo informe también indica que el 30% del alumnado provenía de familias pertenecientes al 10% más rico de los hogares, y el 3% provenía del 1% más rico.
En 2016, la universidad tenía 5.169 estudiantes internacionales.  Según el Informe Anual de Admisiones realizado por la Universidad de Florida en 2019, aproximadamente el 17 % de los estudiantes de primer año que ingresaron provenían de fuera de Florida.  La mayoría de los estudiantes de primer año que comienzan en la Universidad de Florida provienen de entornos urbanos, y el mayor grupo demográfico proviene de las ciudades del sur de Florida ; las áreas metropolitanas de Tampa, Orlando y Jacksonville históricamente también forman una parte significativa de la clase entrante.  Nueva York y Nueva Jersey son los estados alimentadores más grandes fuera de Florida. 
La Universidad de Florida ocupa el segundo lugar en los Estados Unidos en cuanto a número de títulos de licenciatura otorgados a afroamericanos, y el tercero en cuanto a hispanos.  La universidad ocupa el quinto lugar en cuanto a número de títulos de doctorado otorgados a afroamericanos, y el segundo en general para hispanos, y el tercer lugar en cuanto a número de títulos profesionales otorgados a afroamericanos, y el segundo en general para hispanos.  La universidad ofrece múltiples programas de posgrado, incluidos ingeniería, negocios, derecho y medicina, en un campus contiguo, y coordina 123 programas de maestría y 76 programas de doctorado en 87 escuelas y departamentos. 

## Rankings
En 2006, el periódico The Washington Monthly, usando un método de valoración de factores sociales que la revista consideraba importante, afirmaba que la Universidad de Florida era la 37.ª mejor universidad estadounidense, por encima de universidades como Princeton o Harvard. También, la Universidad de Florida fue elegida la 25.ª mejor universidad del país y la 53.ª del mundo por el Institute of Higher Education de la Universidad de Shanghái Jiao Tong
US News y World Report han colocado constantemente a la Universidad de Florida como la mejor universidad pública del Estado de Florida. En sus rankings de 2022, esta universidad ocupa el puesto 28.º entre las nacionales y el 5.º entre las universidades públicas de Estados Unidos.
| Clasificación general de universidades a nivel mundial | 107 |
| Ciencias Agrícolas                                     | 14  |
| Artes y humanidades                                    | 150 |
| Biología y bioquímica                                  | 114 |
| Química                                                | 103 |
| Medicina clínica                                       | 100 |
| Ciencias de la Computación                             | 117 |
| Economía y Negocios                                    | 95  |
| Ingeniería eléctrica y electrónica                     | 128 |
| Ingeniería                                             | 113 |
| Medio ambiente/Ecología                                | 28  |
| Geociencias                                            | 154 |
| Inmunología                                            | 129 |
| Ciencias de los materiales                             | 170 |
| Matemáticas                                            | 185 |
| Microbiología                                          | 62  |
| Biología molecular y genética                          | 135 |
| Neurociencia y conducta                                | 101 |
| Farmacología y toxicología                             | 50  |
| Física                                                 | 116 |
| Ciencia de plantas y animales                          | 4   |
| Psiquiatría/Psicología                                 | 99  |
| Ciencias Sociales y Salud Pública                      | 102 |
| Ciencia espacial                                       | 102 |
| Cirugía                                                | 68  |

En su edición de 2021, US News & World Report (USN&WR) clasificó a la Universidad de Florida en el quinto lugar entre las mejores universidades públicas de los Estados Unidos, y en el puesto 28 en general entre todas las universidades nacionales, públicas y privadas. 
Muchas de las escuelas de posgrado de la Universidad de Florida han recibido clasificaciones nacionales entre las 50 mejores de US News & World Report: la escuela de educación en el puesto 25, la Hough School of Business de Florida en el 25, la Facultad de Medicina de Florida (investigación) empatada en el puesto 43, la Facultad de Ingeniería empatada en el puesto 45, la Facultad de Derecho Levin empatada en el puesto 31 y la Facultad de Enfermería empatada en el puesto 24 en las clasificaciones de 2020. 
Los programas de posgrado de Florida clasificados para 2020 por USN&WR entre los 50 mejores del país fueron audiología empatada en el puesto 26, química analítica 11, psicología clínica empatada en el puesto 31, informática empatada en el puesto 49, criminología 19, gestión de la atención médica empatada en el puesto 33, enfermería-partería empatada en el puesto 35, terapia ocupacional empatada en el puesto 17, farmacia empatada en el puesto 9, fisioterapia empatada en el puesto 10, asistente médico empatado en el puesto 21, física empatada en el puesto 37, psicología empatada en el puesto 39, salud pública empatada en el puesto 37, patología del habla y el lenguaje empatada en el puesto 28, estadística empatada en el puesto 40 y medicina veterinaria 9. 
La lista del Ranking Académico de Universidades del Mundo de 2018 evaluó a la Universidad de Florida en el puesto 86 entre las universidades del mundo, según su producción de investigación general y premios otorgados a su facultad.  En 2017, Washington Monthly clasificó a la Universidad de Florida en el puesto 18 entre las universidades nacionales, con criterios basados en la investigación, el servicio comunitario y la movilidad social.  La clasificación nacional más baja recibida por la universidad de una publicación importante proviene de Forbes, que clasificó a la universidad en el puesto 68 del país en 2018.  Esta clasificación se centra principalmente en el impacto financiero neto positivo, a diferencia de otras clasificaciones, y generalmente clasifica a las universidades de artes liberales por encima de la mayoría de las universidades de investigación. 
La Universidad de Florida recibió las siguientes clasificaciones de The Princeton Review en su Ranking de las 380 mejores universidades de 2020:  13.º entre las universidades con mejor relación calidad-precio sin ayuda, 18.º entre las que ofrecen mucha cerveza y 42.º entre las universidades con mejor relación calidad-precio. También fue nombrada la escuela número uno en materia de veganismo en 2014, según una encuesta realizada por PETA. 
En la lista de Forbes de 2016 de las universidades públicas con mejor relación precio-calidad, Universidad de Florida ocupó el segundo lugar. También ocupó el tercer lugar en la lista general de universidades con mejor relación precio-calidad a nivel nacional según Forbes.  La Universidad de Florida está clasificada entre las mejores universidades de Estados Unidos en 2022 y ocupa el puesto número 8 en la lista de Money.com. 

### Colegios y divisiones académicas
La Universidad de Florida es la universidad insignia del estado y cuenta con 16 facultades diferentes.  La Universidad de Florida tiene más de 150 centros de investigación, centros de servicios, centros educativos, oficinas e institutos que ofrecen más de 100 carreras de pregrado y 200 títulos de posgrado. 

### Programa de honores
La Universidad de Florida tiene un programa de honores;  durante la solicitud a la Universidad, los estudiantes deben postularse por separado al Programa de Honores y demostrar un logro académico significativo para ser aceptados. Hay más de 100 cursos ofrecidos exclusivamente a los estudiantes en este programa.  En 2023, 14.089 estudiantes solicitaron 1.778 plazas disponibles.  El Programa de Honores también ofrece alojamiento para estudiantes de primer año en el Complejo Residencial Honors Village. El programa también ofrece becas especiales, pasantías, investigaciones y oportunidades de estudio en el extranjero. 

### Colocación laboral
El Centro de Recursos Profesionales de la Universidad de Florida se encuentra en la Unión de Estudiantes Reitz. Su misión es ayudar a los estudiantes y exalumnos que buscan desarrollo profesional, experiencias profesionales y oportunidades de empleo.  Estos servicios incluyen entrevistas de trabajo dentro y fuera del campus, planificación de carrera, asistencia para postularse a escuelas de posgrado y profesionales, y colocaciones en pasantías y programas cooperativos.  El Centro de Recursos Profesionales ofrece talleres, sesiones de información, ferias profesionales y asesoramiento sobre futuras opciones profesionales. El personal también asesora a los estudiantes y exalumnos sobre currículums y portafolios, tácticas de entrevistas, cartas de presentación, estrategias laborales y otras posibles pistas para encontrar empleo en los sectores corporativo, académico y gubernamental. 
Princeton Review clasificó al Career Resource Center como el mejor entre 368 universidades clasificadas en servicios de colocación laboral y profesional en 2010,  y cuarto en general en 2011. 

## Investigación

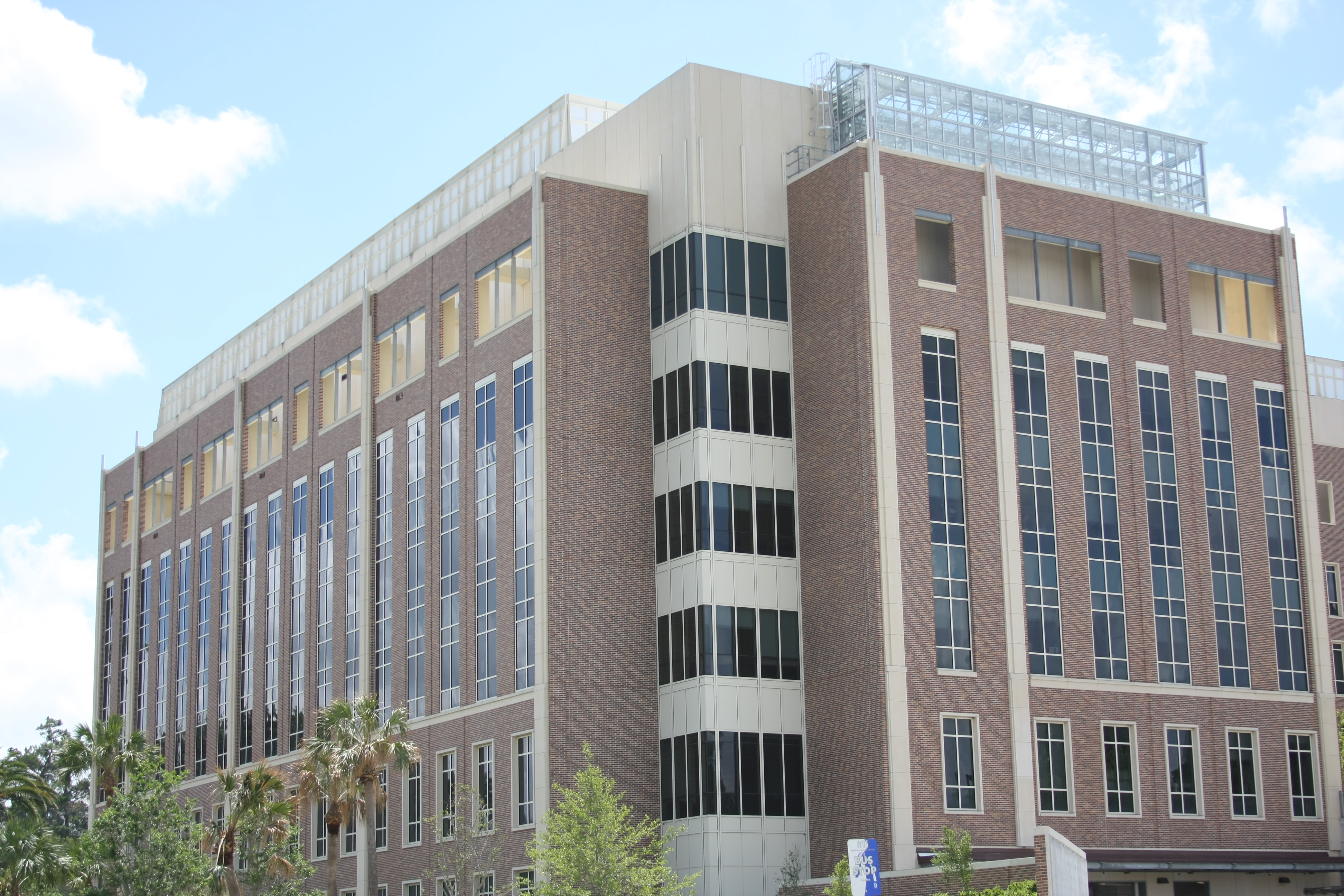
El Complejo de Investigación sobre Cáncer y Genética de la Universidad de Florida es una de varias instalaciones de investigación de la universidad.

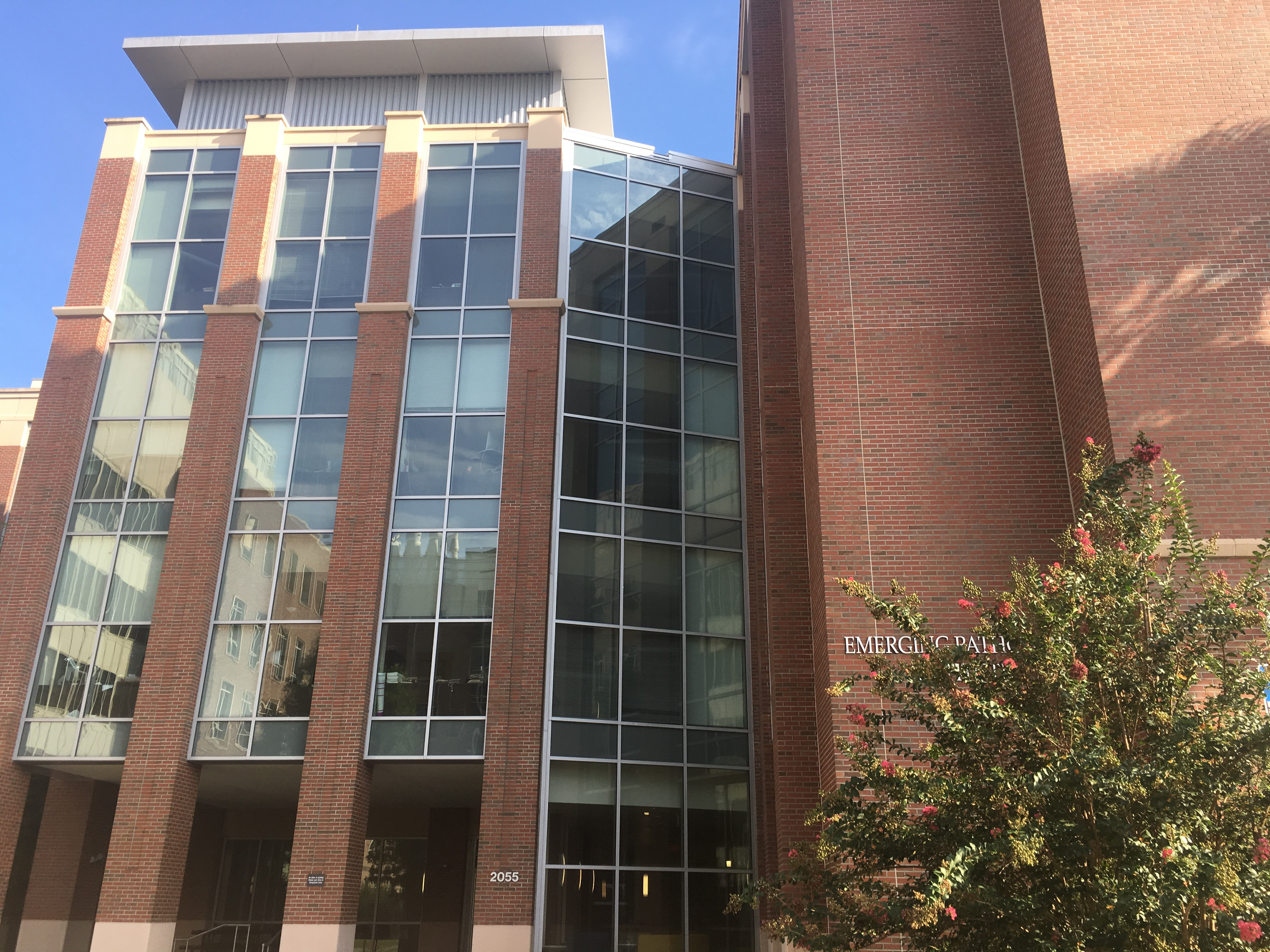
Instituto de Patógenos Emergentes.

La universidad gastó más de 1.260 millones de dólares en investigación y desarrollo en 2024, lo que la sitúa entre las 25 mejores universidades públicas y privadas del país.  En 2024, la cartera de investigación de la Universidad de Florida superó los 1.260 millones de dólares, lo que marca un crecimiento de más de 500 millones de dólares en gastos de investigación anuales durante la última década. 
Según un estudio de 2019 del Instituto de Ciencias Agrícolas y Alimentarias de la universidad, la universidad contribuyó con $16,9 mil millones a la economía de Florida y fue responsable de más de 130 000 empleos en el año fiscal 2017-18.  Los ingresos por regalías y licencias incluyen el medicamento para el glaucoma Trusopt, la bebida deportiva Gatorade y el sistema de eliminación de termitas Sentricon.
| Gastos anuales de investigación de la Universidad de Florida por año fiscal 2015-2024 | Gastos anuales de investigación de la Universidad de Florida por año fiscal 2015-2024 |
| ------------------------------------------------------------------------------------- | ------------------------------------------------------------------------------------- |
| 2024                                                                                  | 1.260 millones de dólares estadounidenses                                             |
| 2023                                                                                  | 1.250 millones de dólares estadounidenses                                             |
| 2022                                                                                  | 1.080 millones de dólares estadounidenses                                             |
| 2021                                                                                  | US$960 millones                                                                       |
| 2020                                                                                  | US$942 millones                                                                       |
| 2019                                                                                  | US$776 millones                                                                       |
| 2018                                                                                  | US$837 millones                                                                       |
| 2017                                                                                  | US$801 millones                                                                       |
| 2016                                                                                  | US$791 millones                                                                       |
| 2015                                                                                  | US$740 millones                                                                       |

La investigación incluye áreas diversas como la salud y la producción de cítricos (el centro de investigación de cítricos más grande del mundo). En 2002, Florida comenzó a liderar a otras seis universidades bajo una subvención de 15 millones de dólares de la NASA para trabajar en investigaciones relacionadas con el espacio durante un período de cinco años.  La colaboración de la universidad con España ayudó a crear el telescopio óptico de apertura única más grande del mundo en las Islas Canarias (el coste fue de 93 millones de dólares).  También hay planes en marcha para que la Universidad de Florida construya un 50 000 pies cuadrados (4645,2 m²)   instalación de investigación en colaboración con el Instituto Burnham de Investigación Médica que estará en el centro del Campus de Ciencias de la Salud de la Universidad de Florida Central en Orlando, Florida.  La investigación incluirá diabetes, envejecimiento, genética y cáncer.
La Universidad de Florida también alberga uno de los equipos de investigación sobre rayos más importantes del mundo.  La universidad también alberga un reactor de investigación nuclear conocido por su Laboratorio de Análisis de Activación de Neutrones.  Además, la Universidad de Florida fue la primera universidad estadounidense en recibir una subvención de la Unión Europea para albergar un Centro de Excelencia Jean Monnet. 
La Universidad de Florida administra o tiene participación en numerosos centros de investigación, instalaciones, institutos y proyectos notables.

### Instalaciones de investigación
En 2012, la Universidad de Florida contaba con más de 750 millones de dólares en nuevas instalaciones de investigación recientemente completadas o en construcción, incluidas la Instalación de Investigación a Nanoescala, la Instalación de Investigación de Patógenos y el edificio de Ciencias Biomédicas.. Además, Innovation Square, un entorno de investigación que se está desarrollando a lo largo de Southwest Second Avenue entre el campus de la Universidad de Florida y el centro de Gainesville, comenzó recientemente a construirse y tiene previsto abrir el próximo otoño. La Oficina de Licencias Tecnológicas de la universidad se trasladará a Innovation Square y se unirá a Florida Innovation Hub, una "superincubadora" empresarial diseñada para promover el desarrollo de nuevas empresas de alta tecnología basadas en los programas de investigación de la universidad. Innovation Square incluirá espacio comercial, restaurantes y negocios locales, y espacio residencial.

### Participación en el Gran Colisionador de Hadrones
Un equipo de físicos de la Universidad de Florida tiene un papel destacado en uno de los dos experimentos principales planificados para el Gran Colisionador de Hadrones, un telescopio 17 millas (27,4 km)Túnel superenfriado de 5.000 millones de dólares y  de largo, a las afueras de Ginebra, Suiza.  Más de 30 físicos universitarios, asociados postdoctorales, estudiantes de posgrado y ahora estudiantes de pregrado están involucrados en el experimento Compact Muon Solenoid (CMS) del colisionador, uno de sus dos experimentos principales. Alrededor de diez están estacionados en Ginebra. El grupo es el más grande de cualquier universidad en Estados Unidos que participa en el experimento CMS. El equipo de Universidad de Florida diseñó y supervisó el desarrollo de un detector importante dentro del CMS. El detector, el sistema Muon, está diseñado para capturar partículas subatómicas llamadas muones, que son primos más pesados de los electrones. Entre otros esfuerzos, los científicos de la Universidad de Florida analizaron alrededor de 100 de las 400 cámaras de detección ubicadas dentro del sistema Muon para asegurarse de que funcionaban correctamente. Los científicos del grupo de la Universidad de Florida jugaron un papel central en el descubrimiento de la partícula de Higgs. La mayor parte de la investigación de la Universidad de Florida fue financiada por el Departamento de Energía de EE. UU. 

### Asociación con la Universidad de Zhejiang
En julio de 2008, la Universidad de Florida se asoció con la Universidad de Zhejiang para investigar soluciones sostenibles a los problemas energéticos de la Tierra. En general, un Centro de Investigación Conjunta de Energía Limpia y Sostenible entre el Instituto de Energía Sostenible de Florida, en la Universidad de Florida, y el Laboratorio Estatal Clave de Utilización de Energía Limpia y el Instituto de Ingeniería de Energía Térmica, en la Universidad de Zhejiang, colaborarán para trabajar en esta cuestión urgente. 

### Centro Internacional de Investigación y Ensayos sobre Rayos
Florida tiene más rayos que cualquier otro estado de EE. UU.  La Universidad de Florida patrocina el Centro Internacional de Investigación y Pruebas de Rayos (ICLRT), que ocupa más de 100 acres (40,5 ha) en la base de la Guardia Nacional del Ejército de Camp Blanding,  a unas 25 millas (40,2 km) al noreste del campus de Universidad de Florida en Gainesville, Florida. Una de sus principales herramientas de investigación es la iniciación de rayos desde nubes de tormenta elevadas, utilizando la técnica de cohetes y cables disparados con rayos. Se disparan pequeños cohetes de sondeo, conectados a largos cables de cobre, hacia nubes cumulonimbus que probablemente provoquen tormentas eléctricas. Cuando un rayo alcanza el cohete (o su cable), el paso del rayo de alto voltaje por el cable lo vaporiza mientras viaja hacia el suelo.  La investigación de pregrado y posgrado en el Grupo de Investigación sobre Rayos del Departamento de Ingeniería Eléctrica y Computación de la Universidad de Florida se utiliza para aumentar el nuevo conocimiento fundamental sobre los fenómenos basados en rayos. 

### Salud de la Universidad de Florida

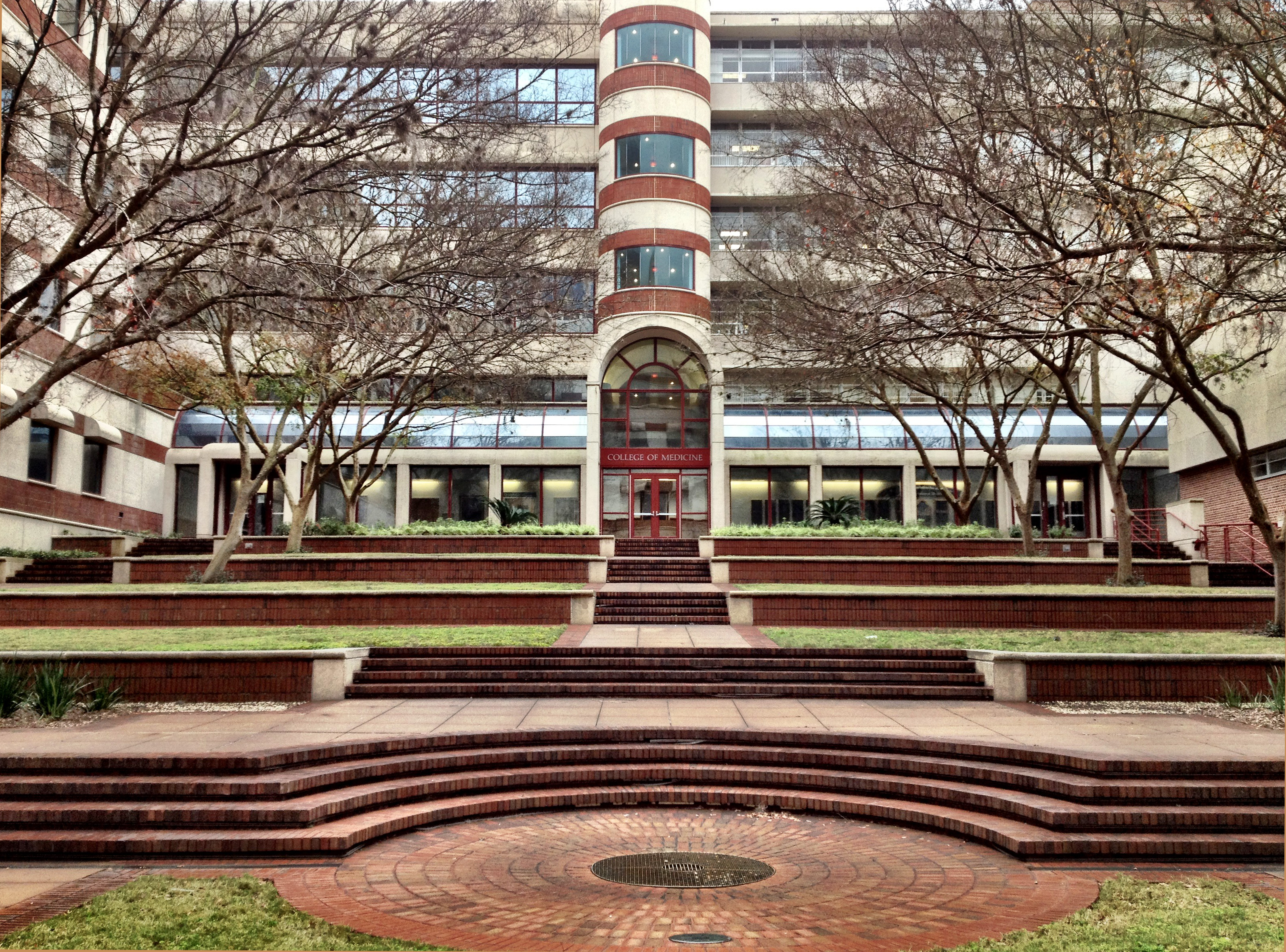
Entrada a la Facultad de Medicina de la Universidad de Florida en Gainesville, Florida.

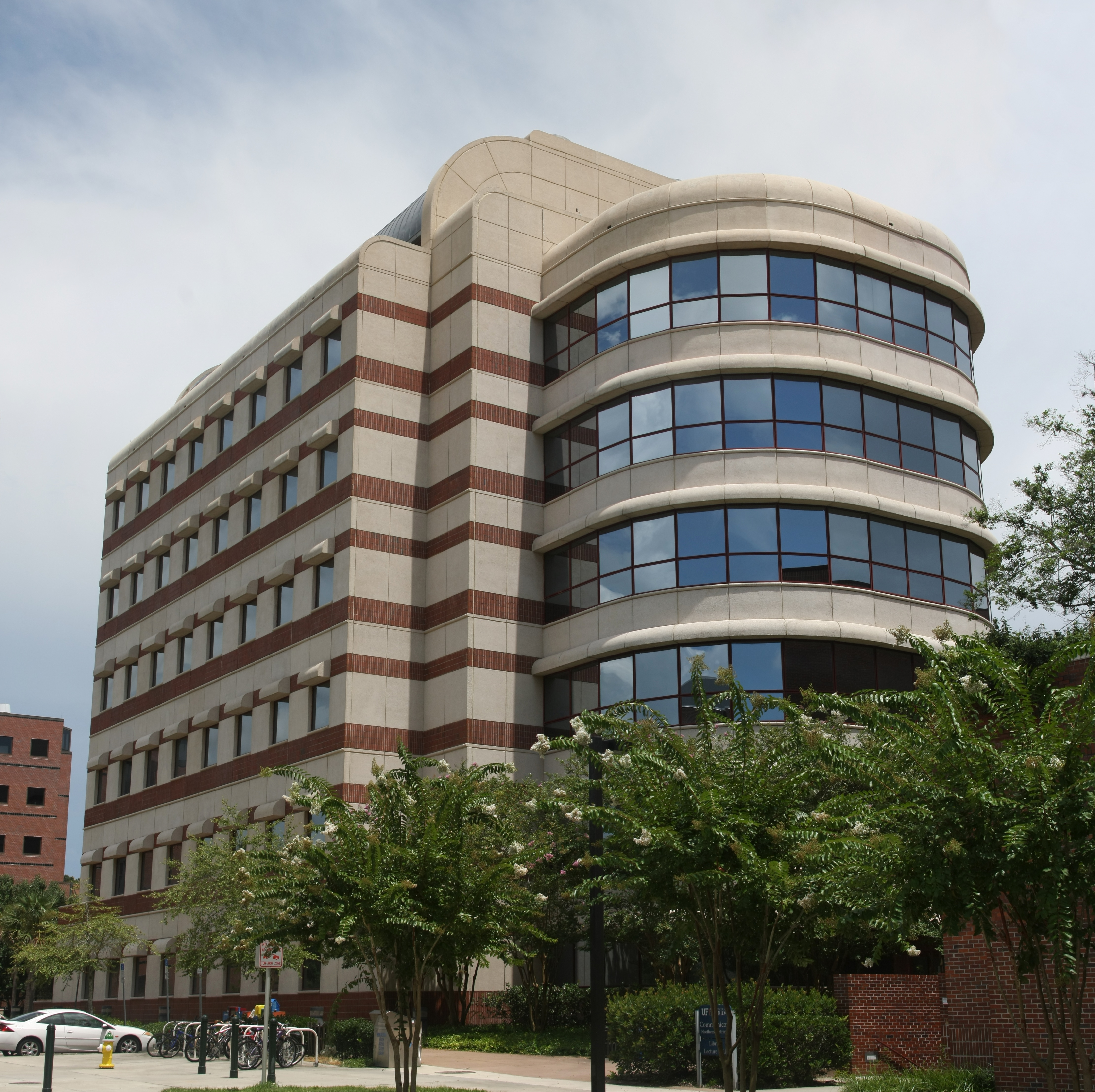
Edificio de investigación académica en el Hospital Shands de Universidad de Florida Health.

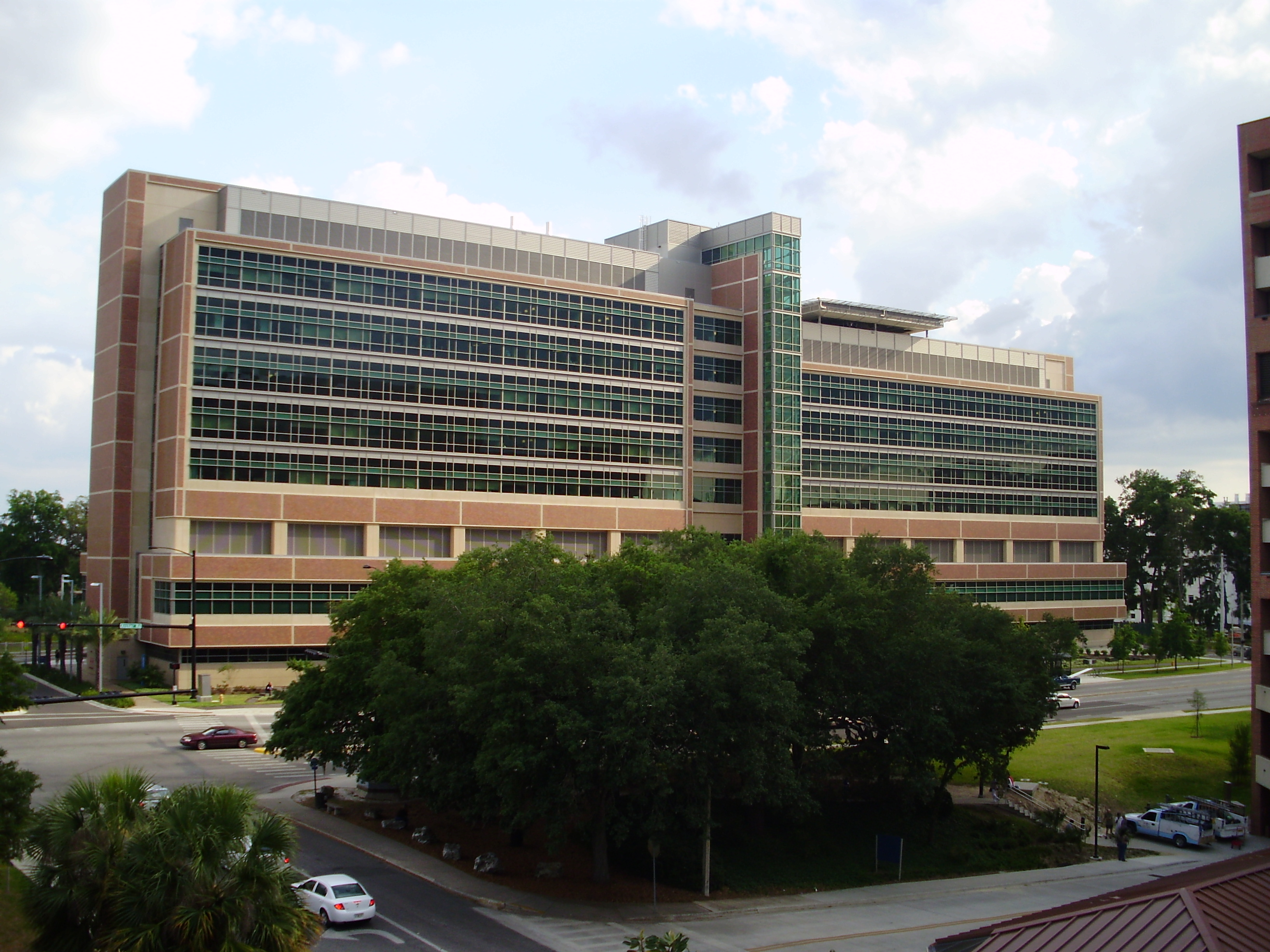
Centro Oncológico Shands de la Universidad de Florida.

University of Florida Health tiene dos campus: Gainesville y Jacksonville. Incluye dos hospitales docentes y dos hospitales de especialidades, así como las facultades de Odontología, Medicina, Enfermería, Farmacia, Salud Pública y Profesiones de la Salud y Medicina Veterinaria, incluyendo un hospital para animales grandes y un hospital para animales pequeños. El sistema también abarca seis institutos de investigación de la Universidad de Florida: el Instituto de Ciencias Clínicas y Traslacionales, el Instituto del Cerebro Evelyn F. y William L. McKnight, el Instituto de Genética, el Centro de Cáncer de Universidad de Florida Health, el Instituto sobre el Envejecimiento y el Instituto de Patógenos Emergentes. Universidad de Florida Health es el único centro de salud académico en los Estados Unidos con seis facultades relacionadas con la salud en un solo campus contiguo.
Los servicios de atención al paciente se brindan a través de la familia de hospitales y programas privados sin fines de lucro Universidad de Florida Health Shands. El Hospital Universidad de Florida Health Shands en Gainesville incluye el Hospital de Niños Universidad de Florida Health Shands y el Hospital de Cáncer Universidad de Florida Health Shands. Los hospitales especializados, Universidad de Florida Health Shands Rehab Hospital y Universidad de Florida Health Shands Psychiatric Hospital, también están en Gainesville. Universidad de Florida Health Jacksonville es el centro del sistema en el noreste de Florida.
Universidad de Florida Health tiene una red de centros de rehabilitación para pacientes ambulatorios, Universidad de Florida Health Rehab Centers, y dos agencias de salud a domicilio, Universidad de Florida Health Shands HomeCare; así como más de 80 prácticas médicas ambulatorias de Universidad de Florida en el centro norte y noreste de Florida. Universidad de Florida Health está afiliado a los hospitales de Asuntos de Veteranos en Gainesville y el norte de Florida/sur de Georgia.
En total, hay 6.159 estudiantes matriculados en los seis colegios. El Instituto del Cerebro Evelyn F. y William L. McKnight también es parte del Centro de Ciencias de la Salud y es el programa más completo de su tipo en el mundo. El instituto cuenta con 300 profesores de 10 facultades y 51 departamentos de todo el campus.
La Universidad de Florida es ganadora del Premio de Ciencias Clínicas y Traslacionales de los Institutos Nacionales de Salud y miembro del consorcio nacional de instituciones de investigación médica del NIH. En diciembre de 2018, Expertscape lo reconoció como el número 4 en el mundo por su experiencia en diabetes mellitus tipo 1.

### Salud de la Universidad de Florida en Jacksonville
Universidad de Florida Health Jacksonville es un centro de salud académico con tres facultades de la Universidad de Florida, Medicina, Enfermería y Farmacia, así como una red de centros de atención primaria y especializada en el noreste de Florida y el sureste de Georgia.
En 2010, Orlando Health y Universidad de Florida Health se unieron para formar programas clínicos conjuntos en las áreas de pediatría, neurociencia, oncología, salud de la mujer, trasplantes y medicina cardiovascular. La asociación ofrece oportunidades de residencia médica y capacitación de becas para estudiantes de pregrado y posgrado en Orlando Health, y permitirá que los médicos y pacientes de Orlando Health sean parte de ensayos clínicos a través del programa de investigación clínica de la Universidad de Florida.
El Centro de Cáncer Universidad de Florida Health en Orlando Health  se inauguró en enero de 2014. El centro se centra en el desarrollo de terapias oncológicas moleculares seguras, individualizadas y dirigidas para mejorar los resultados de los pacientes en Florida. El programa de oncología conjunto ofrece colaboraciones en ensayos clínicos y servicios integrales de cáncer personalizados para el paciente mediante la combinación de médicos y las fortalezas colectivas de Universidad de Florida Health y Orlando Health.

## Centros docentes
La Universidad de Florida está formada por 24 facultades y escuelas:
- College of Agricultural and Life Sciences (1906)
- Rinker School of Building Construction (1906)
- College of Education (1906)
- Levin College of Law (1909)
- College of Engineering (1910)
- College of Liberal Arts and Sciences (1910)
- College of Journalism and Communications (1916)
- College of Pharmacy (1923)
- College of Design Construction and Planning (1925)
- Warrington College of Business (1926)
- P.K. Yonge Research School (1934)
- College of Health and Human Performance (1946)
- J. Hillis Miller Health Science Center (1956)
- College of Medicine (1956)
- College of Nursing (1956)
- College of Public Health and Health Professions (1958)
- Institute of Food and Agricultural Sciences (1964)
- College of Dentistry (1972)
- College of Fine Arts (1975)
- College of Veterinary Medicine (1976)
- Division of Continuing Education (1976)
- Fisher School of Accounting (1977)
- International Center (1991)
- Graham Center for Public Service (2006)

## Actividades
La universidad patrocina muchos eventos durante el año y supervisa más de 800 organizaciones de estudiantes pregrados y posgrados. Hay una variedad grande de organizaciones en el campus. Hay fraternidades, hermandades femeninas, grupos musicales, y clubs religiosos, atléticos, políticos, culturales, de negocios, militares, artísticos, y de servicio comunitario. La universidad también tiene un periódico de estudiantes que es lo más grande en Florida.

## Deportes
La universidad compite en la Southeastern Conference de la NCAA.

## Antiguos alumnos destacados
- Marshall Warren Nirenberg y Robert H. Grubbs, científicos
- Rita Mae Brown y Michael Connelly, escritores
- Beatriz del Cueto López, arquitecta
- John Atanasoff, ingeniero
- Philip Donald Estridge, informático
- Bob Graham y Bill Nelson, senadores de los Estados Unidos
- Beverly Perdue y Daniel Robert Graham, gobernadores estatales
- Bill Nelson, astronauta
- Stanley Benton, Bob Bryar, Terence Trent D'Arby, Chris Demakes, Vinnie Fiorello, Stephen Stills y Johnny Tillotson, artistas
- Stephen Root, Faye Dunaway, Buddy Ebsen, Darrell Hammond y Adrian Pasdar, actores
- Udonis Haslem, Al Horford, Ryan Lochte, Martín López-Zubero, Mike Miller, Joakim Noah, Emmitt Smith, Tim Tebow, Dara Torres, Camilo Villegas, Abby Wambach, Jason Williams y Caeleb Dressel, deportistas